# Michał Kalkstein
Michał Kalkstein herbu Kos odmienny – sędzia malborski w latach 1711–1740, sędzia kapturowy województwa malborskiego w 1733 roku.
Poseł na sejm 1730 roku z województwa malborskiego. Jako poseł na sejm konwokacyjny 1733 roku był członkiem konfederacji generalnej zawiązanej 27 kwietnia 1733 roku na tym sejmie. Jako poseł na sejm elekcyjny 1733 roku i deputat województwa malborskiego podpisał pacta conventa Stanisława Leszczyńskiego.